# Брезовиця-при-Медводах
Брезовиця-при-Медводах (словен. Brezovica pri Medvodah) — поселення в общині Медводе, Осреднєсловенський регіон, Словенія. 
Висота над рівнем моря: 646,2 м.